# This World Is Our Home
"This World Is Our Home" is een nummer van de Nederlandse zanger Douwe Bob uit 2023.

## Achtergrond
Douwe Bob schreef het nummer samen met Stijn van Dalen en Gordon Groothedde, en Groothedde produceerde de plaat. Het is de eerste single van de zanger sinds de geboorte van zijn zoon in de zomer van 2022. Het nummer gaat over jezelf thuis voelen op deze wereld. Douwe Bob zei erover ""Het nummer gaat over je thuis voelen op deze plek, op deze aardkloot waar wij even mogen zijn. Ook dat ik vader ben geworden is toch wel een soort van nieuwe dimensie, een nieuwe laag. Die clichés zijn gewoon waar."

## Ontvangst
NPO Radio 2 bestempelde de plaat als NPO Radio 2 TopSong. Gedurende het eind van 2023 en begin 2024 stond de single 21 weken in de Nederlandse Top 40, waaronder drie weken op de vijfde plek.
In november 2023 was het lied het meest gedraaide nummer op de Nederlandse radiozenders. In 2024 kwam de plaat op plek 1161 binnen in de Nederlandse Top 2000.

## Hitnoteringen

### NPO Radio 2 Top 2000
This World Is Our Home stond in 2024 voor het eerst in de NPO Radio 2 Top 2000, op plek 1161.